# マリオ・カペッキ
マリオ・レナート・カペッキ（Mario Renato Capecchi, 1937年10月6日 - ）は、イタリア生まれのアメリカの遺伝学者。ユタ大学教授。2007年ノーベル生理学・医学賞の受賞者。同時受賞者は、マーティン・エヴァンズおよびオリヴァー・スミティーズ。

## 経歴
マリオ・カペッキは1937年にイタリアのヴェローナで生まれた。父親はイタリア人パイロットであったが、作戦中に行方不明となった。第二次世界大戦中、母親は反ファシスト運動に関わったためダッハウ強制収容所に送られた。カペッキの母親は、自分の持ち物を売って息子の面倒を見てくれるようにある農家に頼んだが、1年後にはお金が底を突き、当時4歳のカペッキはヴェローナの路上での生活を余儀なくされ、そこで4年を過ごした。
母子は終戦後に再会し、渡米した。カペッキはオハイオ州のアンティオック大学に入り、1961年に化学と物理学の学士号を取得した。その後ハーバード大学の大学院課程に進み、ジェームズ・ワトソンの指導を受けて博士論文を執筆、1967年に生物物理学の博士号を取得した。
カペッキは1967年から1969年までハーバード大学のソサエティ・オブ・フェローズでジュニア・フェローに就いた。そして1969年にはハーバード・メディカルスクールの生化学部の講師となった。1971年には助教授に昇格。1973年にはユタ大学の教員となった。1988年からはハワード・ヒューズ医学研究所の研究員もつとめた。また、国立科学アカデミーのメンバーとなった。

## 主な受賞歴
- イーライリリー生物化学賞（1969年）
- ガードナー国際賞(1993年)
- 京都賞基礎科学部門(1996年)
- フランクリン・メダル(1997年)
- アルバート・ラスカー基礎医学研究賞（2001年）
- アメリカ国家科学賞（2001年）
- マスリー賞（2002年）
- ウルフ賞医学部門(2002/2003年)
- 発生生物学マーチ・オブ・ダイムズ賞(2005年)
- トムソン・ロイター引用栄誉賞(2006年)
- ノーベル生理学・医学賞(2007年)
- ガベイ賞(2007年)